# Граница 1918
Граница 1918 (фин. Raja 1918) — финско-российский военный драматический фильм 2007 года режиссёра Лаури Тёрхёнена. Действие фильма происходит весной 1918 года, сразу после гражданской войны в Финляндии, и рассказывает о финском офицере, которого отправляют в деревню Раяйоки, чтобы установить границу между Финляндией и Советской Россией.
Главный герой фильма Карл фон Мунк основан на Кае Доннере и его опыте в период после гражданской войны. Его сын Йорн Доннер является одним из продюсеров фильма.

## Сюжет
Капитан Карл фон Мунк прибывает на пограничную станцию между Финляндией и Советской Россией, к границе которая на самом деле существует только на бумаге: паспорта или визы ещё не были известны, а в деревенских семьях по обе стороны границы сложно отличить, кто является русским, а кто финном - кому можно пересекать границу, а кому нельзя. Они не единственные, кого Мунк должен убедить в том, что новая граница тражает новую реальность: также значительная часть людей на пограничной станции по-прежнему будет смотреть свысока на медленное движение людей и товаров, особенно когда оно определяет их собственную жизнь. Так же недавно кончившаяся гражданская война отбрасывает свою тень на границу, нагнетая обстановку: побеждённым красным финнам нельзя позволить уйти за границу, и тем более проникнуть оттуда обратно в Финляндию.

## В ролях
- Мартин Бане[фин.] — Карл фон Мунк
- Минна Хаапкюля[англ.] — Маария Линту
- Томми Корпела[англ.] — Хейкки Кильюнен
- Леонид Мозговой — майор Гентч
- Хану-Пекка Бьоркман[англ.] — старшина Муранен
- Лаури Нурксе[англ.] — лейтенант Суутари
- Орво Бьорнинен[фин.] — доктор Перре
- Паули Поранен[фин.] — Эдвин Линту
- Роман Шац[англ.] — майор Бернер
- Ханну Кахакорпи[фин.] — генерал Юринкоски
- Эва Путро[англ.] — горничная Пиика Пиетариста